# Shalee Lehning
Shalee Lehning (Liberal, 27 ottobre 1986) è un'ex cestista e allenatrice di pallacanestro statunitense, professionista nella WNBA.

## Carriera
È stata selezionata dalle Atlanta Dream al secondo giro del Draft WNBA 2009 (25ª scelta assoluta).